# Álvaro de Luna
Álvaro de Luna (1388 — 2 de junho de 1453) foi um nobre espanhol; duque de Trujillo e conde de Ledesma. Um dos grandes senhores que tiveram forte influência na corte dos monarcas castelhanos, era o favorito de João II. Está enterrado na capela de Santiago, na charola da catedral de Toledo.
Era filho natural de Álvaro Martinez de Luna, um nobre castelhano e de María Fernández de Jarana (La Cañeta). Foi introduzido na corte como criado pelo seu tio Pedro de Luna, arcebispo de Toledo, em 1410. Álvaro garantiu logo uma grande ascendência sobre João II, então um menino. Durante a regência do tio do rei, Fernando, que terminou em 1412, não pode ascender mais do que o posto de servente. Quando, no entanto, Fernando foi eleito rei de Aragão, a regência ficou nas mãos da mãe do rei, Catarina de Lencastre, filha de João de Gante, neta de Pedro o Cruel, uma mulher louca e dissoluta.
Foi condestável no reinado de João II e adquiriu imenso poder. Negociou o segundo casamento do rei com Isabel de Avis, uma neta do rei João I. Com este casamento pretendia formar uma aliança com Portugal.
A sua política desagradou à rainha Isabel que convenceu o marido a afastá-lo. Álvaro acabou condenado à morte.